# Shannon Wright
Pour les articles homonymes, voir Wright.
Shannon Wright est une auteure-compositrice-interprète de rock, originaire de Jacksonville en Floride.

## Biographie
Elle grandit à Jacksonville en Floride, où elle est élevée par sa grand-mère, qui lui offre une guitare à l'âge de neuf ans. Elle vit seule à la disparition de celle-ci, à l'âge de quinze ans.
Shannon Wright fonde le trio Crowsdell, en 1991 à Jacksonville. Elle y chante et joue de la guitare, tandis que Paul Howell est à la basse et Laurie Anne Wall à la batterie. Le groupe sort quelques singles sur de petits labels indépendants : Meany et Lickity Split chez Jettison ; Darren, Down et Bubbles chez Figurehead. Crowsdell tourne principalement sur la côte est des États-Unis. Le groupe signe ensuite chez Big Cat Records pour l'édition d'un nouveau single Sugar-Coated et Trunk en 1994. C'est sur ce label que sort le premier album du groupe, Dreamette en 1995 avec la présence de Stephen Malkmus du groupe Pavement en studio. La sortie du disque fait alors de Crowsdell l'un des nouveaux groupes à suivre et lui permet de tourner jusqu'en Europe.
Paul Howell est un temps remplacé par Sibel Firat (qui apparait sur l'album Dreamette au violoncelle) à la basse. À la suite de ce premier album, le groupe déménage à New York et commence à travailler sur son deuxième opus, Within the Curve of an Arm. Mais en 1998, des problèmes avec leur label Big Cat Records (racheté par V2 Records) et des tensions apparaissent quant à l'orientation musicale future du groupe. Celui-ci se sépare.
Shannon Wright déménage en Caroline du Nord. Elle écrit ses premières chansons de façon acoustique et compose son premier morceau au piano (Heavy Crown) alors qu'elle n'en avait jamais joué auparavant. En 1999, elle sort son premier album solo, Flightsafety, dont la pochette est une photo d'Amsterdam prise durant une tournée avec Crowsdell. L'album paraît sur Quarterstick, une subdivision du label Touch and Go.
Pour le disque suivant, Maps of Tacit (Quarterstick, Touch and Go, 2000) elle privilégie de nouveau l'acoustique, mais commence à jouer et à chanter de façon plus agressive. Sur scène, elle se produit encore avec une guitare acoustique branchée à un ampli, mais debout elle bouge davantage. En 2000 à Paris, alors qu'elle tourne en Europe avec le groupe Calexico, elle rencontre Philippe Couderc. Celui-ci lui propose de sortir un disque sur son label Vicious Circle.
L'album suivant Dyed in the wool sort donc conjointement sur Quarterstick et Vicious Circle, en 2001. Comme pour Flightsafety, plusieurs morceaux ont été enregistrés par Steve Albini. Après deux premiers albums solo jouant sur la fragilité, pour ce troisième album, Shannon Wright renoue avec l'électricité et joue de la guitare électrique sur plusieurs titres. L'album est plus rêche que ses prédécesseurs.
Perishable Goods, un EP de six titres acoustiques, sort la même année. On y retrouve notamment d'autres artistes de son label Touch & Go : Joey Burns de Calexico, Alan Sparhawk de Low et Rachel Grimes de Rachel's, chacun sur un titre. Pour l'édition limitée du disque, les pochettes sont tamponnées à la main. À noter, deux ans après, en 2003, Shannon Wright participe au disque de Rachel's, Systems/Layers. Elle chante sur le titre Last Things Last à la demande de Jason Noble.
Shannon Wright ne revient qu'en 2004 avec Over The Sun, contenant neuf titres de rock abrasif dont deux joués au piano Avalanche et Throw a blanket over the sun. Cette fois-ci, tous les morceaux ont été enregistrés par Steve Albini. Shannon Wright fait ensuite une tournée en France, accompagnée par Christina Files à la batterie. Elle est alors reconnue pour ses performances scéniques, poignantes et fougueuses. Elle a d'ailleurs tourné avec Nick Cave, Dirty Three, Low, Man or Astro-man? (dont le batteur Brian Teasley apparaît sur trois de ses albums), et Sleater-Kinney.
En 2004, elle collabore avec l'artiste français Yann Tiersen. Après des sessions de travail au printemps et en juillet, l'album Yann Tiersen et Shannon Wright (Ici, d'ailleurs..., Vicious Circle), sort en septembre. Il est coécrit à quatre mains en deux semaines, avec l'assistance de Fabrice Laureau. Les musiques sont co-composées, Shannon Wright s'occupant des paroles des dix titres. Cette rencontre aboutit à trois dates au festival des Transmusicales de Rennes au mois de décembre 2004. Pour Yann Tiersen, cette rencontre a été déterminante dans son évolution musicale.

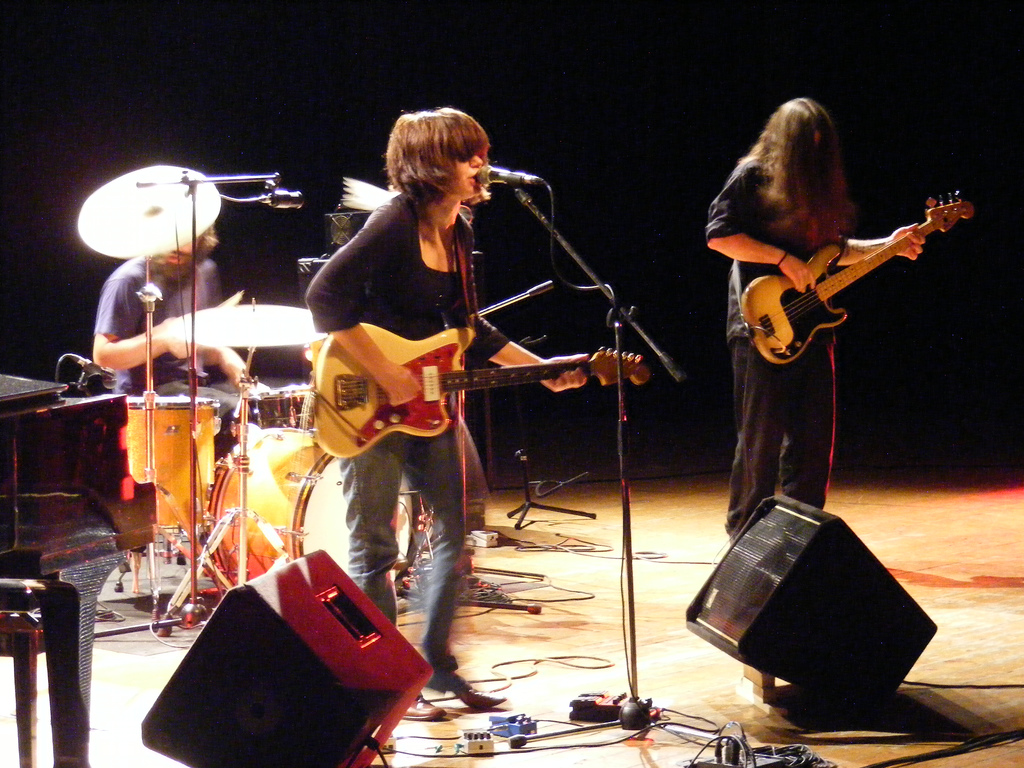
Shannon Wright en concert à Florence en 2007

Elle s'installe à Atlanta et donne naissance à un fils. Après un long silence et une année sabbatique, elle sort en mars 2007 sur Vicious Circle un album aux climats plus apaisés: Let in the Light. L'album donne lieu à une tournée printanière à travers toute la France. Fin 2007, deux de ses chansons, You Baffle me et Hobos on Parade sont utilisées pour le film La Clef de Guillaume Nicloux.
Fin 2009 paraît, uniquement en Europe, l'album Honeybee Girls enregistré avec Andy Baker. L'album, plus apaisé, se conclut par une reprise des Smiths, Asleep. 
Un an plus tard, l'album Secret Blood dédié à son ami Jason Noble (décédé en 2012), est suivi d'une longue tournée européenne et française. Ce neuvième album a également été enregistré par Baker. En 2011, elle fait plusieurs dates aux Etats-Unis, à l'invitation de Yann Tiersen.
En mars 2013, elle publie l'album In Film Sound. Enregistré à Louisville dans le Kentucky par Kevin Ratterman avec Todd Cook et Kyle Crabtree de Shipping News et masterisé par Bob Weston de Shellac, ce dixième album solo renoue avec les guitares tendues et agressives d'Over the Sun. Sur la pochette, sur un mur couvert de tags, se détachent le nom de l'artiste et celui de l'album. Deux tournées en Europe suivent, une au printemps, l'autre à l'automne avec Todd Cook et Kyle Crabtree (ou avec Sacha Tilotta de Three Second Kiss lorsque Kyle ne peut être présent). Shannon Wright revient ensuite au début de l'année 2014 puis au printemps 2015 pour une tournée en France et en Italie (en solo ou en duo avec Sacha Tilotta). En 2015, elle fait un duo avec les françaises de Mansfield.TYA sur le titre Loup Noir, sur l'album Corpo Inferno.
En 2017 sort l'album Division. Cet album, orienté vers le piano, est né d'une rencontre au printemps 2015 avec la pianiste Katia Labèque,. La pianiste a laissé à Shannon Wright à disposition son studio KML à Rome, ce qui lui a permis d'enregistrer des morceaux au piano. L'album, qui intègre des sons électroniques, a ensuite été finalisé à Paris avec la collaboration de Raphaël Séguinier et David Chalmin.
Elle réalise en 2017 la musique du documentaire Homemade de Jason Maris et Danielle Bernstein, ainsi que du film Les Confins du monde, de Guillaume Nicloux, qui sort en 2018. En 2017, elle participe également à deux titres de Broken Homeland du groupe Valparaiso (Bury my Body, The River).
En 2019, elle sort Providence, qui abandonne la guitare pour se centrer sur le piano. L'album est numéro trois dans le classement des disques de l'année du journal Magic.
Fin 2024, elle sort un nouveau titre Reservoir of love, prélude à son nouvel album éponyme. L'album est présenté comme hanté par le deuil, avec des hommages à Steve Albini et Philippe Couderc, et la maladie.

## Discographie

### Bandes originales
- 2017 : Homemade de Jason Maris et Danielle Bernstein
- 2018 : Les Confins du monde de Guillaume Nicloux

### Participations
- 2000 : A Spectrum Of Finite Scale de Man or Astro-man? (guitare sur After All The Prosaic Waiting... The Sun Finally Crashes Into The Earth)
- 2003 : Systems/Layers de Rachel's (duo sur Last Things Last)
- 2003 : Knitting Needles & Bicycle Bells de Tenement Halls (clavier sur Silver From The Silt)
- 2012 : ReNyx de Mansfield.TYA (remix du titre Xoxo avec Antoine Lacoste et Joel Hatstat)
- 2014 : Sweet Bird Of Youth (Merge 25 Reissues) de The Rock*A*Teens (duo sur It's Destiny)
- 2015 : Corpo Inferno de Mansfield.TYA (duo sur Loup noir)
- 2017 : Broken Homeland de Valparaiso (duo sur Bury my Body, The River)